# Polonghera
Polonghera là một đô thị tại tỉnh Cuneo trong vùng Piedmont của Italia, vị trí cách khoảng 30 km về phía nam của Torino và khoảng 45 km về phía bắc của Cuneo. Tại thời điểm ngày 31 tháng 12 năm 2004, đô thị này có dân số 1.134 người và diện tích 10,4 km².
Polonghera giáp các đô thị: Casalgrasso, Faule, Moretta, Murello, Pancalieri và Racconigi.